# Licurg de Nèmea
Segons la mitologia grega, Licurg (grec antic: Λυκοῦργος, llatí: Lycurgus) va ser un rei de Nèmea, fill de Feres (o potser de Prònax).
Es casà amb Eurídice (algunes tradicions diuen que amb Amfítea, filla de Prònax) i va ser pare d'Ofeltes. Aquest nen havia estat confiat a Hipsípile, i va ser ofegat per una serp prop d'una font. Licurg li va procurar uns Jocs Fúnebres solemnes en honor seu que més endavant donaren lloc als jocs nemeus. Els set cabdills hi van participar i rebatejaren Ofeltes amb el nom d'Arquèmor, 'inici del destí'. La tomba de Licurg s'ensenyava a Nèmea, dins del bosc sagrat de Zeus.